# Barbachen
Barbachen ist eine französische Gemeinde mit 42 Einwohnern (Stand 1. Januar 2022) im Département Hautes-Pyrénées in der Region Okzitanien (vor 2016: Midi-Pyrénées). Sie gehört zum Arrondissement Tarbes und zum Kanton Val d’Adour-Rustan-Madiranais.
Die Einwohner werden Barbachénois und Barbachénoises genannt.

## Geographie
Barbachen liegt circa 23 Kilometer nördlich von Tarbes in der historischen Provinz Bigorre an der Grenze zum Département Gers.
Umgeben wird Barbachen von den sechs Nachbargemeinden:
|        | Monfaucon                                   | Buzon                     |
| Ansost | Kompassrose, die auf Nachbargemeinden zeigt | Beccas (Département Gers) |
|        | Ségalas                                     | Haget (Département Gers)  |

Barbachen liegt im Einzugsgebiet des Flusses Adour an seinem Seitenkanal Canal d’Alaric, der hier zum Teil den Flusslauf des Estéous mitbenützt. 
Der Estéous ist ein Nebenfluss des Adour und durchquert das Gebiet der Gemeinde ebenso wie der Ruisseau de Larcis und sein Nebenfluss, der Ruisseau de la Garnère, sowie der gleichnamige Ruisseau de la Garnère.

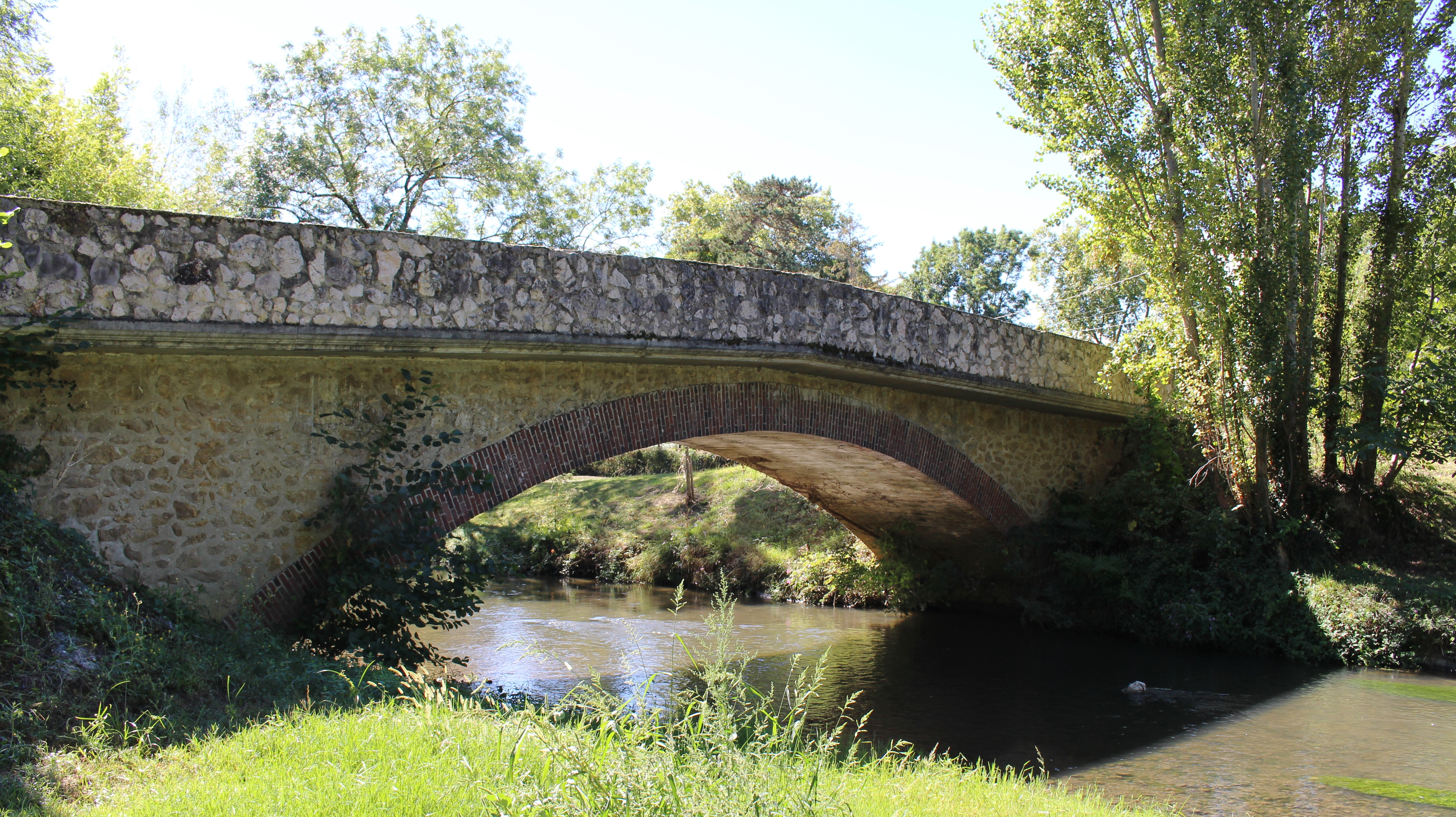
Brücke über den Estéous

## Toponymie
Der okzitanische Name der Gemeinde heißt Barbachen. Wahrscheinlich stammt er vom lateinischen Eigennamen Barbatius und dem aquitanischen Suffix -ennum.
Der Spitzname der Gemeinde lautet Los brosta-cardons (deutsch die, die Disteln abweiden).
Toponyme und Erwähnungen von Barbachen waren:
- Barbepien (1285, Volkszählung des Adels der Grafschaft Bigorre),
- De Barbapenh (1313, Steuerliste Debita regi Navarre),
- Barbapjen (1379, Prokuration Tarbes),
- Barba Pien, (1429, Zensusliste der Grafschaft Bigorre),
- Barbaxen (1760, Larcher, Kirchenregister von Tarbes),
- Barbachen (1750 und 1793, Karte von Cassini bzw. Notice Communale),
- Barbacheu (1801, Bulletin des lois).[3][4][5]

## Einwohnerentwicklung
Nach Beginn der Aufzeichnungen stieg die Einwohnerzahl bis zur Mitte des 19. Jahrhunderts auf einen Höchststand von rund 160. In der Folgezeit sank die Größe der Gemeinde bei kurzen Erholungsphasen bis zu den 1990er Jahren auf rund 40 Einwohner, bevor eine Phase mit moderatem Wachstum einsetzte, die heute noch anhält.
| Jahr      | 1962 | 1968 | 1975 | 1982 | 1990 | 1999 | 2006 | 2011 | 2022 |
| --------- | ---- | ---- | ---- | ---- | ---- | ---- | ---- | ---- | ---- |
| Einwohner | 61   | 47   | 42   | 44   | 39   | 42   | 49   | 52   | 42   |

|}

## Sehenswürdigkeiten

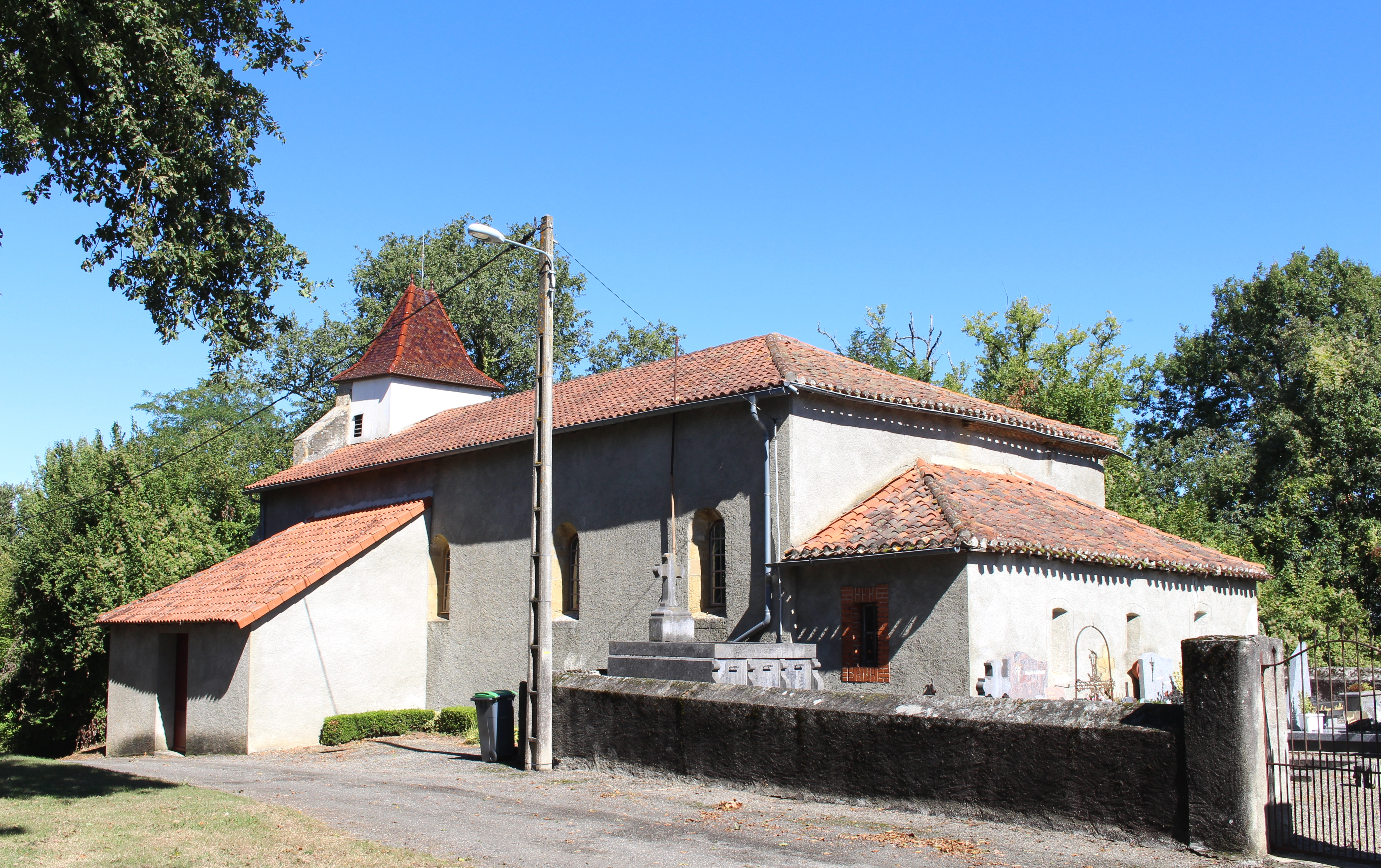
Pfarrkirche Saint-Oren

- Pfarrkirche Saint-Oren. Die mit Gräben versehenen Wälle, die die Kirche umsäumen, belegen den Standort einer früheren gräflichen Festung. Die atypische Orientierung der Kirche mit der Apsis im Süden lässt sich durch die Einbettung in die Festung erklären. Die bedeutende Dicke des Fundaments des Glockengiebels offenbart die Verteidigungsfunktion des Gebäudes. Die Festung von Barbachen verlor ihre strategische Bedeutung seit dem 14. Jahrhundert zugunsten von Rabastens-de-Bigorre und Monfaucon. Im 17. Jahrhundert wurde die Kirche grundlegend umgestaltet mit der Erhöhung der Wände des Langhauses und der Errichtung der Sakristei und im Folgenden des Baus eines Vordachs zum Schutz des Eingangsportals vor schlechtem Wetter. Zu erwähnen sind im Kircheninneren neugotische Bilder aus dem späten 19. Jahrhundert, ein Altar mit Tabernakel aus dem Ende des 17. Jahrhunderts und ein Taufschrank sowie eine Kanzel aus dem 18. Jahrhundert.[7]

## Wirtschaft und Infrastruktur
Barbachen liegt in den Zonen AOC der Schweinerasse Porc noir de Bigorre und des Schinkens Jambon noir de Bigorre.

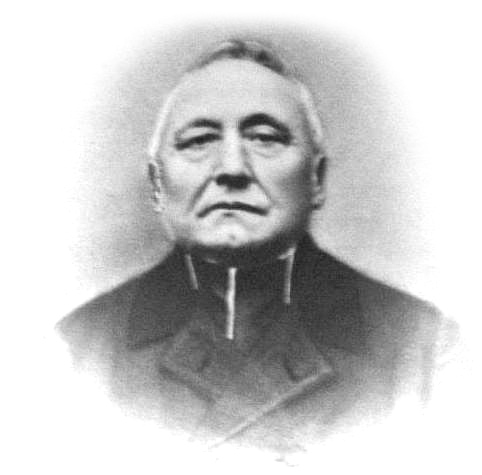
Jean Baptiste Senderens

## Persönlichkeiten
Jean Baptiste Senderens, geboren am 27. Januar 1856 in Barbachen, dort gestorben am 26. September 1937, war ein französischer Chemiker und Priester. Er befasste sich insbesondere mit der  katalytischen Hydrierung in der Organischen Chemie.

### Verkehr
Barbachen wird durchquert von den Routes départementales 5 (Gers 124) und 252.